# 費蘭度·哥林保
費蘭度·卡里奴·哥林保（Fernando Carreño Colombo，1979年01月15日—），出生于蒙特維多，烏拉圭职业足球运动员，司職後衛。

## 連結
- Profile & Statistics at Guardian's Stats Centre